# National Book Award for Young People’s Literature

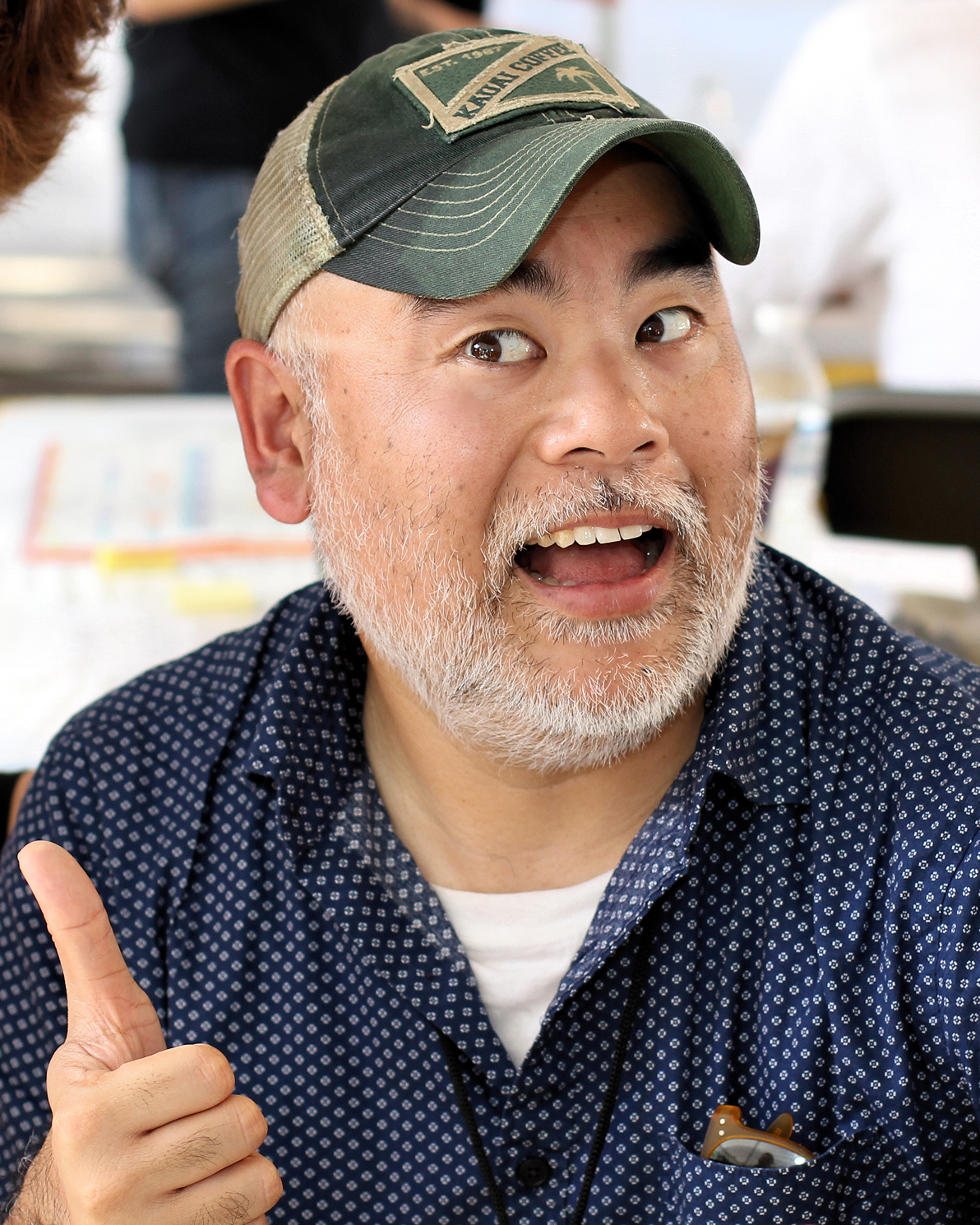
Preisträger 2023: Dan Santat (A First Time for Everything)

Der National Book Award für Jugendbücher (National Book Award for Young People’s Literature) wird seit 1996 vergeben. Zuvor war von 1969 bis 1983 ein Preis für Kinderbücher (Children’s Books) ausgelobt worden.
Mit zwei Siegen für Kinderbücher am häufigsten ausgezeichnet wurden Lloyd Alexander (1971, 1982) und Katherine Paterson (1977, 1979).
Zwischen 1980 und 1983 wurden auch Preise für Kinder-Sachbücher (Nonfiction/Non-Fiction) und -Bildbände (Picture Books) bzw. nach dem Format Hardcover und Paperback separat vergeben.

## Preisträger
| Jahr              | Preisträger                                             | Titel                                                                                  | Deutscher Titel                                                        |                   |
| Bestes Kinderbuch | Bestes Kinderbuch                                       | Bestes Kinderbuch                                                                      | Bestes Kinderbuch                                                      | Bestes Kinderbuch |
| ----------------- | ------------------------------------------------------- | -------------------------------------------------------------------------------------- | ---------------------------------------------------------------------- | ----------------- |
| 1969              | Meindert DeJong                                         | Journey from Peppermint Street                                                         |                                                                        |                   |
| 1970              | Isaac Bashevis Singer                                   | A Day of Pleasure: Stories of a Boy Growing up in Warsaw                               | Eine Kindheit in Warschau                                              |                   |
| 1971              | Lloyd Alexander                                         | The Marvelous Misadventures of Sebastian                                               | Sebastians wundersame Abenteuer                                        |                   |
| 1972              | Donald Barthelme                                        | The Slightly Irregular Fire Engine or The Hithering Thithering Djinn                   | Mathilda und die Feuerwehr, die nicht ganz so war, wie sie sein sollte |                   |
| 1973              | Ursula K. LeGuin                                        | The Farthest Shore                                                                     | Das ferne Ufer                                                         |                   |
| 1974              | Eleanor Cameron                                         | The Court of the Stone Children                                                        |                                                                        |                   |
| 1975              | Virginia Hamilton                                       | M. C. Higgins the Great                                                                | M. C. Higgins, der Große / M. C. Higgins, der Grosse                   |                   |
| 1976              | Walter D. Edmonds                                       | Bert Breen’s Barn                                                                      |                                                                        |                   |
| 1977              | Katherine Paterson                                      | The Master Puppeteer                                                                   | Puppenspieler und Banditen                                             |                   |
| 1978              | Judith Kohl                                             | The View From the Oak                                                                  | Mit den Augen einer Biene                                              |                   |
| 1978              | Herbert Kohl                                            | The View From the Oak                                                                  | Mit den Augen einer Biene                                              |                   |
| 1979              | Katherine Paterson                                      | The Great Gilly Hopkins                                                                | Gilly Hopkins                                                          |                   |
| 1980              | Joan W. Blos (Hardcover)                                | A Gathering of Days: A New England Girl’s Journal                                      |                                                                        |                   |
| 1980              | Madeleine L’Engle (Paperback)                           | A Swiftly Tilting Planet                                                               | Durch Zeit und Raum                                                    |                   |
| 1981              | Betsy Byars (Fiction, Hardcover)                        | The Night Swimmers                                                                     | Die geheimnisvolle Mondnacht                                           |                   |
| 1981              | Beverly Cleary (Fiction, Paperback)                     | Ramona and Her Mother                                                                  | Durch Zeit und Raum                                                    |                   |
| 1981              | Alison Cragin Herzig (Nonfiction, Hardcover)            | Oh, Boy! Babies                                                                        | Also, ich mag Babys                                                    |                   |
| 1981              | Jane Lawrence Mali (Nonfiction, Hardcover)              | Oh, Boy! Babies                                                                        | Also, ich mag Babys                                                    |                   |
| 1982              | Lloyd Alexander (Fiction, Hardcover)                    | Westmark                                                                               | Westmark                                                               |                   |
| 1982              | Ouida Sebestyen (Fiction, Paperback)                    | Words by Heart                                                                         |                                                                        |                   |
| 1982              | Susan Bonners (Nonfiction)                              | A Penguin Year                                                                         |                                                                        |                   |
| 1982              | Maurice Sendak (Picture Books, Hardcover)               | Outside Over There                                                                     | Als Papa fort war                                                      |                   |
| 1982              | Peter Spier (Picture Books, Paperback)                  | Noah’s Ark                                                                             | Noahs Arche in Bildern                                                 |                   |
| 1983              | Jean Fritz (Fiction, Hardcover)                         | Homesick: My Own Story                                                                 | Kleines Herz in China                                                  |                   |
| 1983              | Paula Fox (Fiction, Paperback)                          | A Place Apart                                                                          |                                                                        |                   |
| 1983              | Joyce Carol Thomas (Fiction, Paperback)                 | Marked by Fire                                                                         |                                                                        |                   |
| 1983              | James Cross Giblin (Non-Fiction)                        | Chimney Sweeps                                                                         |                                                                        |                   |
| 1983              | Barbara Cooney (Picture Books, Hardcover)               | Miss Rumphius                                                                          | Die Lupinenfrau                                                        |                   |
| 1983              | William Steig (Picture Books, Hardcover)                | Doctor De Soto                                                                         | Doktor De Soto                                                         |                   |
| 1983              | Mary Ann Hoberman (Picture Books, Paperback)            | A House is a House for Me                                                              |                                                                        |                   |
| 1983              | Betty Fraser (Illustratorin) (Picture Books, Paperback) | A House is a House for Me                                                              |                                                                        |                   |
| 1984– 1995        | Keine Preise für Kinder- oder Jugendbücher vergeben     | Keine Preise für Kinder- oder Jugendbücher vergeben                                    | Keine Preise für Kinder- oder Jugendbücher vergeben                    |                   |
| Bestes Jugendbuch |                                                         |                                                                                        |                                                                        |                   |
| 1996              | Victor Martinez                                         | Parrot In the Oven: Mi Vida                                                            | Der Papagei im Ofen                                                    |                   |
| 1997              | Han Nolan                                               | Dancing on the Edge                                                                    |                                                                        |                   |
| 1998              | Louis Sachar                                            | Holes                                                                                  | Löcher                                                                 |                   |
| 1999              | Kimberly Willis Holt                                    | When Zachary Beaver Came to Town                                                       | Sommerblues                                                            |                   |
| 2000              | Gloria Whelan                                           | Homeless Bird                                                                          |                                                                        |                   |
| 2001              | Virginia Euwer Wolff                                    | True Believer                                                                          | Fest dran glauben                                                      |                   |
| 2002              | Nancy Farmer                                            | The House of the Scorpion                                                              | Das Skorpionenhaus                                                     |                   |
| 2003              | Polly Horvath                                           | The Canning Season                                                                     | Der Blaubeersommer                                                     |                   |
| 2004              | Pete Hautman                                            | Godless                                                                                |                                                                        |                   |
| 2005              | Jeanne Birdsall                                         | The Penderwicks                                                                        | Die Penderwicks                                                        |                   |
| 2006              | M. T. Anderson                                          | The Astonishing Life of Octavian Nothing, Traitor to the Nation, Vol. 1: The Pox Party |                                                                        |                   |
| 2007              | Sherman Alexie                                          | The Absolutely True Diary of a Part-Time Indian                                        | Das absolut wahre Tagebuch eines Teilzeit-Indianers                    |                   |
| 2008              | Judy Blundell                                           | What I Saw and How I Lied                                                              | Die Lügen, die wir erzählten                                           |                   |
| 2009              | Phillip Hoose                                           | Claudette Colvin: Twice Toward Justice                                                 |                                                                        |                   |
| 2010              | Kathryn Erskine                                         | Mockingbird                                                                            | Schwarzweiß hat viele Farben                                           |                   |
| 2011              | Thanhha Lai                                             | Inside Out & Back Again                                                                |                                                                        |                   |
| 2012              | William Alexander                                       | Goblin Secrets                                                                         |                                                                        |                   |
| 2013              | Cynthia Kadohata                                        | The Thing About Luck                                                                   |                                                                        |                   |
| 2014              | Jacqueline Woodson                                      | Brown Girl Dreaming                                                                    |                                                                        |                   |
| 2015              | Neal Shusterman                                         | Challenger Deep                                                                        | Kompass ohne Norden                                                    |                   |
| 2016              | John Lewis                                              | March: Book Three                                                                      |                                                                        |                   |
| 2016              | Andrew Aydin                                            | March: Book Three                                                                      |                                                                        |                   |
| 2016              | Nate Powell (Künstler)                                  | March: Book Three                                                                      |                                                                        |                   |
| 2017              | Robin Benway                                            | Far from the Tree                                                                      | Wir drei verzweigt                                                     |                   |
| 2018              | Elizabeth Acevedo                                       | The Poet X                                                                             | Poet X                                                                 |                   |
| 2019              | Martin W. Sandler                                       | 1919 − The Year That Changed America                                                   |                                                                        |                   |
| 2020              | Kacen Callender                                         | King and the Dragonflies                                                               |                                                                        |                   |
| 2021              | Malinda Lo                                              | Last Night at the Telegraph Club                                                       |                                                                        |                   |
| 2022              | Sabaa Tahir                                             | All My Rage                                                                            |                                                                        |                   |
| 2023              | Dan Santat                                              | A First Time for Everything                                                            |                                                                        |                   |